# Kutnerka zielonawa
Kutnerka zielonawa (Amaurodon viridis (Alb. & Schwein.) J. Schröt.) – gatunek grzybów z rodziny chropiatkowatych (Thelephoraceae). W Polsce jest to jedyny przedstawiciel rodzaju Amaurodon.

## Systematyka i nazewnictwo
Pozycja w klasyfikacji według Index Fungorum

Amaurodon, Thelephoraceae, Thelephorales, Incertae sedis, Agaricomycetes, Agaricomycotina, Basidiomycota, Fungi.
Obecną, uznaną przez Index Fungorum nazwę, nadał mu w roku 1888 Joseph Schröter.
Synonimy nazwy naukowej: 

- Sistotrema viride Alb. & Schwein. 1805
- Hydnum viride (Alb. & Schwein.) Fr. 1821
- Acia viridis (Alb. & Schwein.) P. Karst. 1879
- Odontia viridis (Alb. & Schwein.) Quél. 1897
- Caldesiella viridis (Alb. & Schwein.) Pat. 1900
- Hypochnus chlorinus Massee 1901
- Tomentella chlorina (Massee) G. Cunn. 1953

## Morfologia
Owocnik

Owocnik (bazydiokarp), maksymalnie do 0,3 mm grubości, z brodawkami u dojrzałych form. Całoroczny grzyb kortycjoidalny o barwie szaro-zielonej do szarawo-niebieskiej. Subikulum cienkie, rozpostarte, bledsze niż hymenofor. Połączenie kolczastych owocników i brodawkowatych, kulistych zarodników jest charakterystyczne dla tego gatunku.
Cechy mikroskopowe
Strzępka o średnicy 2,5–4 µm, ze sprzążkami, cienko–ścienne, hialinowe (bezbarwne) do lekko cytrynowego. Sznury grzybniowe o średnicy 5-30 µm, cytrynowe do szarobrązowych. Podstawka (basidium) 20–35 x 5–7 µm, zaciśnięta u podstawy, maczugowata, 4-sterygmowa, sterygma o długości do 5 µm. Brak cystyd, ale ma klamry. Zarodniki kuliste, brodawkowate i prawie szkliste, przebarwiają się na fioletowo pod wpływem odczynnika KOH i mają średnicę 4–5,6 µm.

## Występowanie i siedlisko
Występuje na drewnie drzew liściastych, takich jak: orzech (Juglans L.), platan (Platanus L.), topola (Populus L.), dąb (Quercus L.), klon (Acer L.) a także iglastych: jodła (Abies Mill.), świerk (Picea A. Dietr.), sosna (Pinus L. 1753), modrzew (Larix Mill.). . Można go znaleźć w ciepłych zaroślach i lasach liściastych. Bardzo rzadki. Odnotowano z Arizony, Kolumbii Brytyjskiej, Idaho, Nowego Meksyku, Nowego Jorku, Pensylwanii, Holandii, Nowej Zelandii, Wielkiej Brytanii, Czechosłowacji (1960), Francji, ZSRR (1968), Tunezji i Australii. Kategoria zagrożenia Ex (gatunki, których – od dawna nie znaleziono, być może wymarłe lub wymarłe).